# Allium furkatii
Allium furkatii  (лат.) — вид однодольных растений рода Лук (Allium) семейства Амариллисовые (Amaryllidaceae). Растение впервые описано немецким ботаником Райнхардом М. Фричем в 2009 году.

## Распространение, описание
Эндемик Узбекистана. Описан из Чаткальского хребта.
Луковичный геофит.